# Sabaco dakarensis
Sabaco dakarensis är en ringmaskart som först beskrevs av Rullier 1963.  Sabaco dakarensis ingår i släktet Sabaco och familjen Maldanidae. Inga underarter finns listade i Catalogue of Life.